# 柳生非情剣 SAMON
『柳生非情剣 SAMON』（やぎゅうひじょうけん さもん）は、隆慶一郎原作、田畑由秋脚本、余湖裕輝作画による日本の時代劇漫画。『週刊コミックバンチ』（新潮社）にてシリーズ連載された。全5話。

## あらすじ
寛永年間、泰平の世にあった徳川の治世。時の将軍・徳川家光は幼い頃からの劣等感や謀殺への恐れから誰にも心を開かず、武道に没頭していった。そんな折、家光は剣術指南役・柳生宗矩の一子にして絶世の美貌の剣士・柳生左門に仕合を申し付ける。
左門の死人（しびと）の剣の前に敗北を認めた家光は、彼の前に己のすべてを曝け出し、左門もまた家光の想いに応え、すべてを捧げることを決意する。
しかし、将軍家剣術指南役という表の顔と、公儀隠密という裏の顔という、2つの顔を持つ柳生家にとって、諸大名の恨みを一手に引き受ける自らが将軍家と情で繋がる訳にはいかなかった。
左門と家光。2人の関係は宗矩にとって許されるものではなく、そして左門に13万石を賜り大名とする沙汰が下された時、ついに宗矩は十兵衛に左門を討つことを命じた。

## 登場人物
柳生左門友矩
宗矩の次男。女だけでなく全てを惑わすほどの美貌の持ち主。後に家光と衆道の関係となる。
徳川家光
徳川三代将軍。幼少の頃より父母に疎まれており、将軍の位に就いた後も怯え続けていた。
柳生但馬守宗矩
将軍家剣術指南役。江戸柳生の藩祖。幕府総目付（大目付）の地位に就く。
柳生十兵衛三厳
宗矩の長男。家光の剣術稽古役であったが罷免される。その後は、裏の柳生として実働的役割を担い、暗殺剣を振るい続ける。
柳生又十郎宗冬
宗矩の三男で、左門と同じ歳の腹違いの弟。兵法嫌いで、能や女に興味を持つ。
お藤
左門の母。
お半
柳生屋敷の侍女。左門の情けを受けるが、後に彼に拒絶され、お藤から暇を出される。その後、入水自殺した。
徳川秀忠
徳川二代将軍。将軍職を家光に譲り、自らは大御所として江戸城西の丸に移っている。
柳生石舟斎
宗矩の父。関ヶ原の合戦に柳生の一族を参加させて欲しいという宗矩の願いを拒絶する。
庄司甚右衛門
吉原遊廓の総元締め。唐刀の遣い手で、刺客となって十兵衛を討つ（史実では、その時代には既に死亡している）。

## 各話サブタイトル
第一章から第四章は、隆慶一郎の短編『柳枝の剣』を、第五章は『吉原御免状』の柳生十兵衛と庄司甚右衛門との対決シーンを元に描かれている。
第一章 家光
『週刊コミックバンチ』第276号（2007年3月2日号）掲載。
第二章 左門
『週刊コミックバンチ』第307号（2007年10月19日号）掲載。
第三章 宗矩
『週刊コミックバンチ』第327号（2008年3月21日号）掲載。
第四章 柳枝の剣
『週刊コミックバンチ』第328号（2008年3月28日号）掲載。
第五章 十兵衛
『週刊コミックバンチ』第387号（2009年6月19日号）掲載。

## 単行本
- 柳生非情剣 SAMON（発売日：2009年6月9日） ISBN 978-4-10-771487-9